# Рязанский автобус
Ряза́нский авто́бус — система городского и пригородного общественного автобусного транспорта Рязани.

## История
Первые автобусы начали ходить по улицам Рязани в 1925 году в количестве трёх машин, общей вместимостью 60 человек. Предки современного автобуса впервые появились в составе гаража Губеркомотдела.
До 1930-х годов проезд в автобусе был бесплатным. С начала 1930-х годов количество автобусов увеличилось до 11 штук и проезд стал стоить 5 копеек.
В 1930 году организован «СоюзТранс». Массовые пассажирские перевозки в Рязани начались 10 февраля 1935 года. Самый оживлённый автобусный маршрут № 2 от Аптеки № 2 (современная Рязанская областная филармония) далее по ул. Ленина, Красной Армии и 1 Мая (ныне — Первомайский проспект, улицы были объединены (ул. Красной Армии — от пл. Ленина до моста, ул. 1 Мая — от моста до пл. Победы)) до клуба железнодорожников (современная площадь Победы). Вторым по загруженности был маршрут от железнодорожного вокзала (сейчас вокзал Рязань-I) — до Ямско́й заставы (будущая Театральная площадь).
В декабре 1937 года на базе хозяйств Касимовского, Тумского (район упразднён в 1963 году — вошёл в состав Клепиковского района), Шиловского и Рязанского районов создан экспедиционно-складской трест «РязаньОблТранс». В августе 1939 года реорганизованный в Рязанское областное управление автотранспорта. На начало 1940 года управление имело в распоряжении 32 автобуса, из них в Рязани — 19, Касимове — 5, Шацке — 4, Сапожке — 4.
В годы Великой Отечественной войны для нужд фронта были мобилизованы все легковые автомобили и несколько автобусов. На этой технике перевозили раненых солдат, а когда фронт подошёл к Москве — боеприпасы с оружием. Громоздкие, неповоротливые автобусы были отличной мишенью для вражеской артиллерии, поэтому после победы в Рязань вернулись далеко не все автобусы.
В период войны, 10 июля 1944 года были открыты междугородные маршруты Шацк — Нижнемальцево, Тума — Касимов, Рязань — Шацк. Маршруты обеспечивались грузовыми автомобилями с прицепами, оборудованными для перевозки пассажиров. Маршрут Рязань — Шацк обеспечивался трофейным дизельным автомобилем Bussing с прицепом, остальные — газогенераторными автомобилями ЗИС-21 с прицепами.
«Сталинское Знамя» от 11 апреля 1945 года пишет:

По причине большого потока людей в городе необходимо возобновлять транспортное сообщение. До войны по главным улицам Рязани ходили автобусы, сейчас созрела необходимость восстановить автобусное сообщение хотя бы от станции до центра города.
Без больших трудностей автобус был переоборудован на газогенераторное топливо, которое успешно заменяет бензин на многих грузовых автомобилях. Генератор со всеми принадлежностями монтируется на двухколёсном прицепе для чего используется задний мост старой машины.

Автобусы с прицепными газогенераторными установками в Москве уже применялись и поэтому вполне целесообразно оборудовать таким прицепом автобусы и пустить их для пассажирского движения. Небольшой расход деревянных чурок в качестве топлива делает газогенераторный автобус дешёвым видом транспорта.
— пишет всё то же «Сталинское знамя».
В первом послевоенном году в Рязани было всего 15 автобусов, десять лет спустя их было уже 100. Маршрутное движение в Рязани возобновилось в 1945 году, а с 1956 года было вновь открыто в Касимове, Шацке и Ряжске. В 1950 году действовало 6 пригородных и 15 междугородных маршрутов общей протяжённостью 1520 км. С Рязанью были связаны Михайлов и Пронск. Открылся маршрут Рязань — Москва. В 1963 году на базе «Облтранстреста» было организовано Рязанское управление областного транспорта.
В середине 1960-х годов автобусный парк насчитывал уже более 300 машин. Общая длина автобусных городских маршрутов в 1966 году составила 153 км. В 1967 году в Московском районе города был сдан в эксплуатацию новый Центральный автовокзал на 200 мест. Огромные изменения в жизнь города внесло сооружение в 1972 году железобетонного высоководного моста через реку Ока, который заменил действовавший ранее паром. После этого Солотча и прилегающая территория быстро превратились в традиционное место отдыха горожан. В 1983 году транспортное управление переименовано в объединение «Рязаньавтотранс». С 1 июня 1984 году городские маршруты переведены на бескассовый метод обслуживания пассажиров — в салонах появились кондукторы. В 1985 году был введён единый месячный билет на два вида транспорта — автобус и троллейбус.
На начало 1991 года автобусная сеть насчитывала 385 маршрутов из них 46 городских, (из них 26 в Рязани, остальные по городам области) 273 пригородных и 66 междугородных. Эти маршруты обслуживали 948 автобусов. Общая протяжённость линий достигла 19 939,7 км. В 1990-х годах перевозится около 170 миллионов человек. К 1999 году в области действовало около 400 автобусных маршрутов из них междугородних 61, внутригородских 37 (из них 23 в Рязани, остальные по городам области) и 225 пригородных маршрутов. Протяжённость автобусных линий составляла 18,6 тыс. км.
19 июня 2023 года муниципальному предприятию «Управление Рязанского троллейбуса» передали 39 новых автобусов. Новые автобусы, с учетом пожеланий рязанцев, распределены на городские маршруты  № 13, 16 и 17. 
1 сентября были введены два новых маршрута: 7А (пос. Строитель — Онкодиспансер — ул. Новаторов) и 27 (ДПР-5 — пл. Победы — Недостоево), последний маршрут также во время некоторых рейсов имеет заезды в Ворошиловку. 
В конце 2023 года город получил ещё 25 новых автобусов, из них 8 на газомоторном топливе, остальные — дизельные. 
В июле 2025 года было приобретено 20 автобусов среднего класса. Таким образом, муниципальный автобусный парк был обновлен почти полностью.
С 21 июля 2025 года маршрут № 46 (Олимпийский городок — ул. Княжье Поле) был передан на обслуживание МУП "УРТ". Это был первый случай, когда частный маршрут был отдан муниципальному перевозчику на регулярную основу. 

## Маршруты
| Действующие маршруты |                                                 | |                                           |
| №                    | Конечные пункты                                 | Маршрут следования | Примечания                                |
| 2                    | Богородское кладбище — Вокзал «Рязань-2»        | Богородское кладбище (конечная) — Дачная — Воскресенское кладбище — Новое кладбище — Завод "Центролит" — Поворот на завод «Центролит» — Сысоево — Московское шоссе — Южный — Школа — Технологический колледж — Ул. Островского — Ул. Черновицкая — Полетаевский рынок — Радиоуниверситет — Ул. Гагарина — Ул. Стройкова — Музыкальное училище — Управление Рязанского Троллейбуса — Кинотеатр «Дружба» (только в направление Богородского кладбища) — Пл. Победы — Ул. Вокзальная (на Московский) — Вокзал «Рязань-2» (конечная). В обратное направление — от остановки "Вокзал «Рязань-2» к «Ул. Чкалова» (в центр) и далее с остановки «Площадь Победы» по маршруту. |                                           |
| 6                    | Ул. Новосёлов, 60 — мкр. Братиславский          | Ул. Новосёлов, 60 (конечная) — Ул. Новосёлов, 54 — Сбербанк — Шереметьево — Стоматологическая поликлиника — Городская больница № 11 — Кинотеатр «Октябрь» — Ул. Новосёлов — Ул. Советской Армии — Касимовское шоссе — Кально́е — Ул. Гражданская — Автобусный парк — Автошкола ДОСААФ — Ул. Циолковского — Ул. Новая — Музыкальный театр — Строительный колледж — Завод «Теплоприбор» — ДСК — Автоцентр — Завод «Рязцветмет» — ОЭМЗ института «Гинцветмет» — пос. Никуличи — Окружная дорога — Автобаза № 1 — Нефтезавод — Трест «Нефтехим» — Поворот на завод «Центролит» — пос. Сысоево — Московское шоссе — пос. Южный — Школа — Технологический колледж — Ул. Островского — Ул. Черновицкая — Полетаевский рынок — Ул. Братиславская — ЦПКиО — Городская больница № 6 — Психдиспенсер — Тубдиспансер — мкр. Братиславский (конечная). В обратное направление — от остановки «мкр. Братиславский» сразу к остановке «Городская больница № 6» и далее по маршруту.                                                                                |                                           |
| 7                    | Ул. Новаторов — Строитель                       | Ул. Новаторов (конечная) — Пл. Новаторов — Агроуниверситет — Больница № 10 — 7-й Мервинский проезд — Ростелеком — Центральный автовокзал — ТРЦ «Премьер» — ТД «Барс» — Ул. Вокзальная — Пл. Победы — Гостиница «Первомайская» — Дом художника — Пл. Ленина — Детский мир(в центр) — Библиотека им. Горького — Цирк — Кинотеатр «Родина» — Памятник Павлову — ТЦ «Атрон-Сити» — Пл. Театральная — Музыкальный театр — Строительный колледж — Завод «Теплоприбор» — ДСК — Автоцентр — Завод «Рязцветмет» — ОЭМЗ института «Гинцветмет» — Железнодорожное хозяйство — Новорязанская ТЭЦ — АБЗ — «Химволокно» — СУ-3 — Строитель (конечная). |                                           |
| 7А                   | Ул. Новаторов — Строитель                       | Ул. Новаторов (конечная) — Пл. Новаторов — Агроуниверситет — Больница № 10 — 7-й Мервинский проезд — Ростелеком — Центральный автовокзал — ТРЦ «Премьер» — ТД «Барс» — Ул. Вокзальная — Пл. Победы — Гостиница «Первомайская» — Дом художника — Пл. Ленина — Детский мир(в центр) — Библиотека им. Горького — Цирк — Кинотеатр «Родина» — Памятник Павлову — ТЦ «Атрон-Сити» — Приобанк — Завод «Сам» — Онкодиспансер — Рембыттехника — ул. Лизы Чайкиной — Завод «Теплоприбор» — ДСК — Автоцентр — Завод «Рязцветмет» — ОЭМЗ института «Гинцветмет» — Железнодорожное хозяйство — Новорязанская ТЭЦ — АБЗ — «Химволокно» — СУ-3 — Строитель (конечная). |                                           |
| 8                    | Ул. Новосёлов, 60 — Строитель                   | Ул. Новосёлов, 60 (конечная) — Ул. Новосёлов, 54 — Сбербанк — Шереметьево — Стоматологическая поликлиника — Городская больница № 11 — Кинотеатр «Октябрь» — Ул. Новаторов — Ул. Советской Армии — Касимовское шоссе — Кально́е — Электросеть — Мясокомбинат — Ул. Грибоедова — Городская больница № 4 — Пл. Театральная — Музыкальный театр — Строительный колледж — Завод «Теплоприбор» — ДСК — Автоцентр — Завод «Теплоприбор» — ОЭМЗ института «Гинцветмет» — Железнодорожное хозяйство — Новорязанская ТЭЦ — АБЗ — "Химволокно" — СУ-3 — Строитель (конечная). |                                           |
| 10                   | Пос. Мехзавода — Семчино                        | Пос. Мехзавода (конечная) — Кирпичный завод — Керамзавод — Магазин — Автоинситут — Октябрьский городок — Завод ЖБИ-2 — Компания "Еламед" — Автошкола — Медгородок (в сторону Семчина) — Управление Рязанского Троллейбуса — Пл. Победы — Ул. Вокзальная — ТД "Барс» — ТРЦ «Премьер» — Автовокзал — Университет МВД — Рязанская таможня — Памятник Братству по оружию — Ул. Пирогова — Ул. Бронная — Клуб завода «ТПКО» — ДК "Приокский" — Парк им. Гагарина — 2-й квартал — 3-й квартал — Аптека — Школа — Больничный комплекс — Телезавод — Трёхреченская — Семчинская — Семчино (конечная). В обратное направление - по маршруту до остановки «Пл. Победы», далее - «Кинотеатр «Дружба», «Медгородок» (в Дашки-Военные), далее к остановке «Автошкола» и далее по маршруту. |                                           |
| 11                   | Борки (Детский сад № 45) — Пл. Театральная      | Детский сад №45 (конечная) — Борки-2 — Борки-1 — 10-й район Борок — Шпалопропиточный завод — Карьероуправление — Магазин — Дом художника — Пл. Ленина — Детский мир (в центр) — Библиотека им. Горького — Цирк — Кинотеатр «Родина» — Памятник Павлову — ТЦ «Атрон-сити» — Пл. Театральная (конечная) |                                           |
| 13                   | ТЦ «Круиз» — Божатково                          | ТЦ «Круиз» (конечная) — Ул. Есенина, д.4 — Ул. Грибоедова — Больница № 4 — Пл. Театральная — ТЦ «Атрон-сити» — Памятник Павлову — Цирк — Библиотека им. Горького — Детский мир (в центр) — Пл. Ленина — Дом Художника — Гостиница «Первомайская» — Пл. Победы — Ул. Вокзальная — Михайловское шоссе — Энергетическая — База сельхозтехники — Пивзавод — Молкомбинат — Ул. Ситниковская, 34а — Ул. Ситниковская — Пост ГАИ — Сады — Храпово — Божатково (конечная) |                                           |
| 15                   | Пл. Мичурина — Мервино                          | Пл. Мичурина (конечная) — Стадион «Спартак» — Центральный рынок — Медуниверситет — Дом художника — Гостиница «Первомайская» — Пл. Победы — Ул. Вокзальная — ТД «Барс» — ТЦ «Премьер» — Центральный автовокзал — Ростелеком — Библиотека — Школа — Мервино (конечная) |                                           |
| 16                   | Ул. Новосёлов, 60 — Южный                       | Ул. Новосёлов, 60 (конечная) — Ул. Новосёлов, 54 — Сбербанк — Шереметьево — Стоматологическая поликлиника — Городская больница № 11 — Кинотеатр «Октябрь» — Ул. Новосёлов — Ул. Советской Армии — Касимовское шоссе — Кально́е — Ул. Гражданская — Автобусный парк — Автошкола ДОСААФ — Пл. Театральная — Прио-Внешторгбанк — Завод САМ — Спортивная — Больница им. Семашко — Радиоуниверситет — Полетаевский рынок — Ул. Черновицкая — Ул. Островского — Технологический колледж — Школа — Южный — Институт ВНИИМСХ — Ул. Щорса — Южный (конечная) В обратное направление - от к/ст «пос. Южный» к остановке «СПТУ-6» и далее от остановки «Ул. Щорса» по маршруту. |                                           |
| 17                   | Семчино — ДПР-5                                 | Семчино (конечная) — Семчинская — Трёхречинская — Телезавод — Больничный комплекс — Школа — Аптека — 3-й квартал — Муниципальный рынок — Ул. Интернациональная, д. 23 — Ул. Бирюзова — Карьер — Магазин «Фаворит» — Дом художника — Пл. Ленина — Детский мир (в центр) — Библиотека им. Горького — Цирк — Кинотеатр «Родина» — Памятник Павлову — ТЦ «Атрон-сити» — Пл. Театральная — Ул. Новая — Автошкола ДОСААФ — Автобусный парк — Ул. Гражданская — Кально́е — Касимовское шоссе — Ул. Советской Армии — Ул. Новосёлов — Кинотеатр «Октябрь» — Городская больница № 11 — Стоматологическая поликлиника — Шереметьево — Сбербанк — Ул. Новосёлов, 54 — Ул. Новосёлов, 60 — Дубовая роща — Песоченская — ДПР-5 (конечная) В обратное направление - от к/ст «ДПР-5» по маршруту до к остановке «Сбербанк», далее - останоки «Центр «Октябрьский», «Ул. Зубковой, 23», «Молодёжный городок», «Ул. Тимакова» до остановки «Кинотеатр «Октябрь», далее по маршруту (через «Цирк») до остановки «Лента» и далее по маршруту.                          |                                           |
| 20                   | Пос. Мехзавода — ДПР-1                          | Пос. Мехзавода (конечная) — Кирпичный завод — Керамзавод — Магазин — Автоинститут — Октябрьский городок — Завод ЖБИ-2 — Компания "Еламед" — Автошкола — Медгородок — Управление Рязанского троллейбуса (в центр) — Кинотеатр «Дружба» (только в рощу) — Гостиница «Первомайская» — Дом художника — Медуниверситет — Центральный рынок — Стадион «Спартак» (в центр) — Пл. Мичурина — Прио-Внешторгбанк — Пл. Театральная — Ул. Новая — Автошкола ДОСААФ — Автобусный парк — Ул. Гражданская — Кально́е — Касимовское шоссе — Магазин — СтройУправление — Кафе «Восток» — Детский сад — ДПР-1 (конечная) |                                           |
| 21                   | Недостоево — ДПР-5                              | Недостоево (конечная) — Ул. Сельских строителей, 2 — Ул. Сельских строителей — Ул. Сельских строителей, 1в — Комбайновый завод — Дягилевская ТЭЦ — Завод ТПКО — По требованию — ГПТУ — Телезавод — Больничный комплекс — Школа — Аптека — 3-й квартал — Муниципальный рынок — Ул. Интернациональная, д. 23 — Ул. Бирюзова — Карьер — ТЦ "Лента" (в обратное направление) — Магазин «Фаворит» — Дом художника — Медуниверситет — Центральный рынок — Стадион «Спартак»(в центр) — Пл. Мичурина — Прио-Внешторгбанк — Пл. Театральная — Музыкальный театр — Строительный колледж — Спецбаза — НИТИ — Магазин «Дикси» — Троллейбусное депо № 3 — Дворец спорта «Олимпийский» — Почта — Кинотеатр «Октябрь» — Городская больница № 11 — Стоматологическая поликлиника — Шереметьево — Сбербанк — Ул. Новосёлов, 54 — Ул. Новосёлов, 60 — Дубовая роща — Песоченская — ДПР-5 (конечная) В обратное направление - от к/ст «ДПР-5» по маршруту до остановки «Кинотеатр «Октябрь», далее через остановки «Рязаньвест», «Ул. Зубковой» и далее по маршруту. |                                           |
| 22                   | Пл. Театральная — Солотча (санаторий "Старица") | Пл. Театральная (конечная) — Городская больница № 4 — Ул. Грибоедова — Ул. Есенина, д.4 (в сторону театральной пл.) — Зелёный сад (в сторону Солотчи) — Шумашь — Поворот на д. Варские — Поворот на АгроПустынь — Турбаза — Давыдово — Монастырская площадь — Дом-музей И.П. Пожалостина — Школа — Санаторий "Старица" (конечная) |                                           |
| 23                   | Ул. Берёзовая — ул. Большая (ТЦ "Глобус")       | Ул. Берёзовая (конечная) — Школа — Технологический колледж — Ул. Остро́вского — Ул. Черновицкая (в обратном направлении) — Дворец молодёжи — Кардиодиспансер — Ул. Ленинского Комсомола — Ул. 9-я линия — Ул. 5-я линия — Ул. Пушкина — Музыкальный колледж — Управление Рязанского троллейбуса — Кинотеатр «Дружба» (в обратном направлении) — Гостиница «Первомайская» — Дом художника — Пл. Ленина — Детский мир (в центр) — Библиотека им. Горького — Цирк — Кинотеатр «Родина» — Художественный музей — РГУ им. С.А. Есенина — Пл. Свободы — Ул. Грибоедова — Мясокомбинат — Электросеть — Кально́е — Касимовское шоссе — ТЦ Глобус (конечная) |                                           |
| 24                   | Ворошиловка — Пл. Мичурина                      | |                                           |
| 25                   | Пл. Свободы — Ореховое озеро                    | Пл. Свободы (конечная) — Рыбацкая ул. - Пр. Речников — Окское шоссе — Речной вокзал — Ореховое озеро (конечная) | Маршрут работает летом с июня по сентябрь |

## Перевозчики
Главный муниципальный перевозчик города — Управление Рязанского троллейбуса, обслуживает все автобусные маршруты с нумерацией в диапазоне 1-29, а также 46 маршрут. Коммерческие перевозки (нумерация маршрутов 30-99, за исключением 46) осуществляет партнёрство «Рязаньтрансавто», а также ряд менее крупных организаций и индивидуальных предпринимателей.

## Подвижной состав
Автобусы, эксплуатируемые муниципальным перевозчиком (МУП «УРТ»):
- ЛиАЗ-5292.67;
- ЛиАЗ-5292.22 (б/у из Москвы);
- ЛиАЗ-6213.21 (б/у из Москвы);
- ПАЗ-320435-04 «Vector Next»;
- НефАЗ-5299-30-31;
- ПАЗ-320412-05 (служебные);
- ПАЗ-32053 и 32054 (служебные);
- МАЗ-152 (служебный).

Ранее эксплуатировались:
- Ikarus-260;
- Ikarus-280;
- ЛАЗ-695Н;
- ЛиАЗ-677М;
- ЛиАЗ-5256;
- ЛиАЗ-5293;
- ЛиАЗ-6212;
- ЛАЗ-A291 (единственный сохранившийся экземпляр в России, ныне выкуплен частным лицом, но стоит в автобусном парке до сих пор);
- МАРЗ-42191.

Среди частных перевозчиков основными видами автобусов являются ПАЗ-320435-04 «Vector Next» и СИМАЗ-2258. Также эксплуатируются ПАЗ-320402, ПАЗ-320412, ПАЗ-320405 и другие. Некоторые предприниматели используют микроавтобусы на своих маршрутах: ГАЗель Next, Peugeot Boxer, Ford Transit. В последнее время эти маршруты либо заменяются на ПАЗы, либо прекращают свою работу.
- ЛиАЗ-5256 12-го маршрута на Касимовском шоссе
- ЛиАЗ-6212 на площади Ленина
- Ikarus-280.02 на улице Циолковского
- ПАЗ-4234 на ул. Интернациональной
- ПАЗ-320402 на ул. Новосёлов